# Pamela Edmonds
Pamela Edmonds est une commissaire canadienne des arts visuels et médiatiques qui s'attarde aux thèmes de la décolonisation et de la représentation. Elle est considérée comme une figure influente de la scène artistique canadienne noire. Depuis 2019, Edmonds est la commissaire en chef du McMaster Museum of Art.

## Biographie
Originaire de Montréal, Québec, elle a obtenu son baccalauréat et sa maîtrise en histoire de l'art de l'Université Concordia.

## Carrière
Pamela Edmonds est une commissaire des arts visuels et médiatiques qui s'intéresse aux politiques de la représentation et qui a une influence sur la scène artistique canadienne noire,,. Elle est la commissaire en chef du McMaster Museum of Art, à Hamilton, en Ontario,. 
Edmonds a commencé sa carrière à Halifax en 1998 avec l'exposition Skin: A Political Boundary, co-organisée avec Meril Rasmussen au Nova Scotia College of Art and Design . Depuis, elle demeure une actrice clé de la scène artistique canadienne noire,. En 2019, elle s'est associée à d'autres éminentes conservatrices canadiennes noires dont Julie Crooks, conservatrice associée de la photographie au Musée des beaux-arts de l'Ontario, Dominique Fontaine, commissaire indépendante basée à Montréal, et Gaëtane Verna, directrice de la Power Plant Contemporary Art Gallery, pour organiser le premier « Black Curators Forum »,. Après avoir travaillé de nombreuses années à Toronto, en Ontario, à la Thames Art Gallery , du Chatham Cultural Centre, Edmonds a été promu commissaire en chef au McMaster Museum of Art, devenant l'une des rares commissaire noir.e.s à occuper des postes de commissaire supérieurs en Musées et galeries canadiens.
Son travail de commissariat collaboratif a donné lieu à certaines des plus importantes expositions d'art canadien noir dans les années 2000. En collaboration avec le collectif Sister Visions, Edmonds a organisé Through Our Eyes à la Art Gallery of Nova Scotia à Halifax. Elle a ensuite travaillé à A Space Gallery à Toronto, en Ontario, où elle était la coordonnatrice des expositions, et à Art Gallery de Peterborough, où elle est devenue la conservatrice et la directrice. En 2009, Edmonds a co-fondé Third Space Art Projects, un collectif de conservateurs qu'elle co-dirige avec Sally Frater.
En 2014, Edmonds a été mentor à l'Ontario Association of Art Galleries (OAAG). Son travail continue de se concentrer sur le décolonialisme et les pratiques artistiques des Noirs canadiens.

## Commissariat d'expositions
- New-Found-Lands, Eastern Edge Gallery, St.John's, 2016
- Liminal:  Lucie Chan et Jerome Havre Galerie Robert McLaughlin, Oshawa, Ontario, 2016
- Skin Deep : Reimaging the Portrait, Project Gallery, Toronto, 2015
- Confluence : Shifting Perspectives of the Caribbean, Artiste en transit, 2014
- Tracings : Recent Work by the W5Art Collective, Women's Arts Resource Centre Gallery, Toronto, 2014
- Prime: Chikonzero Chazunguza, Galerie 101, Ottawa 2013
- Erika DeFreitas : Deaths / Births / Memorials, Centre 3 for Print and Media Arts, Hamilton, 2013
- Screening Alterity, Art Gallery of Peterborough, 2012
- 28 jours : Reimagining Black History Month, Justina M. Barnicke Gallery / Georgia Scherman Projects, Toronto, 2012

## Publications
Tout au long de sa carrière, Edmonds a publié maints textes sur l'histoire de l'art des Noirs canadiens. Elle a également été rédactrice en chef de publications culturelles, notamment le magazine MICE (Moving Image Culture Etc.) avec Mark V. Campbell et le journal culturel noir Kola (basé à Montréal).